# Dietrich di Oldenburg
Derrick o Dietrich o Teodorico di Oldenburg, detto il Fortunato (Oldenburg, 1º gennaio 1390 – Delmenhorst, 14 febbraio 1440), è stato un signore feudale della Germania del Nord che ottenne le contee di Delmenhorst e Oldenburg.
Il suo soprannome gli pervenne dal fatto che fu in grado di assicurare Delmenhorst al suo ramo degli Oldenburg.

## Biografia

"nello stemma nel primo e nell'ultimo quarto due barre rosse su fondo oro (simbolo di Oldenburg) e nel secondo e terzo una croce a punta color oro su fondo azzurro (simbolo di Delmenhorst)

Dapprima, ancora bambino, si sposò (per ragioni di successione e di unioni feudali) con una sua lontana cugina, la contessa Adelaide di Oldenburg-Delmenhorst (morta nel 1404 circa), figlia del conte Ottone IV di Delmenhorst. Nel 1423 si risposò con Edvige di Schauenburg (nata tra il 1398 ed il 1400 e morta nel 1436), vedova del principe Baldassarre di Meckleburgo e figlia dell'assassinato duca Gerardo VI di Schleswig-Holstein e di sua moglie, Elisabetta di Brunswick, sorella a sua volta del duca regnante Adolfo VIII. Tutti i suoi figli legittimi nacquero dalla seconda moglie.
Il suo secondo matrimonio intensificò l'interesse verso la politica dei paesi scandinavi, dal momento che Edvige era discendente del re Eric V di Danimarca, del re Haakon V di Norvegia e del re Magnus I di Svezia.
A quel tempo, tutta la Scandinavia si trovava riunita sotto l'Unione di Kalmar retta dalla regina Margherita I di Danimarca. Nel 1387 ella perdette l'unico suo erede e successore, Olav IV di Norvegia: i nuovi eredi divennero di conseguenza Eric di Pomerania e sua sorella Caterina, che aveva sposato un principe del Palatinato di Baviera.

## Discendenze e parentele
Dietrich era figlio di Cristiano V di Oldenburg (che divenne conte di Oldenburg nel 1398 circa e morì nel 1423) e di sua moglie, la contessa Agnese di Holstein. Suo nonno, il conte Corrado I di Oldenburg (m. circa nel 1368) aveva lasciato il patrimonio familiare diviso tra Cristiano V e l'altro suo figlio, Corrado II.
Suo padre, Cristiano V tentò di ottenere anche il rimanente della contea alla morte del fratello nel 1420. Dopo questo evento gran parte del patrimonio della casata di Oldenburg, si trovava nelle mani di Dietrich.
Dietrich di Oldenburg era nipote di Ingeborg di Itzehoe, principessa di Holstein che aveva sposato il conte Corrado I di Oldenburg. Alla morte del di lei unico fratello, il conte Gerardo V di Holstein-Itzehoe-Plön, nel 1350, Ingeborg e i suoi eredi divennero eredi di sua nonna, Ingeborg di Svezia (morta circa nel 1290, prima moglie di Gerardo II di Plön-Itzehoe), figlia maggiore del re Valdemaro di Svezia e della regina Sofia, la quale, a sua volta, era la figlia maggiore del re Eric IV di Danimarca e di sua moglie, Jutta di Sassonia. Dal momento che Valdemaro non aveva eredi legittimati, Dietrich era pretendente ai troni di Svezia e Danimarca.
Dietrich succedette, come capo della casata, al fratello Cristiano VI nel 1423.

## Ascendenza
|                                  |                           |                                    | Genitori                         |  |  | Nonni |  |  | Bisnonni                 |  |  | Trisnonni                  |  |
|                                  |                           |                                    |                                  |  |  |       |  |  | Giovanni II di Oldenburg |  |  | Cristiano III di Oldenburg |  |
|                                  |                           |                                    |                                  |  |  |       |  |  | Giovanni II di Oldenburg |  |  | Cristiano III di Oldenburg |  |
|                                  |                           | Edvige di Oldenburg-Wildeshausen   |                                  |  |  |       |  |  | Giovanni II di Oldenburg |  |  |                            |  |
| Corrado I di Oldenburg           |                           |                                    |                                  |  |  |       |  |  | Giovanni II di Oldenburg |  |  |                            |  |
|                                  |                           | Edvige di Diepholz                 | Corrado di Diepholz              |  |  |       |  |  |                          |  |  |                            |  |
|                                  |                           | Edvige di Diepholz                 | Corrado di Diepholz              |  |  |       |  |  |                          |  |  |                            |  |
|                                  |                           | Edvige di Diepholz                 | Edvige di Rietberg               |  |  |       |  |  |                          |  |  |                            |  |
| Cristiano V di Oldenburg         |                           | Edvige di Diepholz                 |                                  |  |  |       |  |  |                          |  |  |                            |  |
|                                  |                           | Gerardo IV di Holstein-Plön        | Gerardo II di Holstein-Plön      |  |  |       |  |  |                          |  |  |                            |  |
|                                  |                           | Gerardo IV di Holstein-Plön        | Gerardo II di Holstein-Plön      |  |  |       |  |  |                          |  |  |                            |  |
|                                  |                           | Gerardo IV di Holstein-Plön        | Ingeborg di Svezia               |  |  |       |  |  |                          |  |  |                            |  |
| Ingeborg di Holstein-Plön        |                           | Gerardo IV di Holstein-Plön        |                                  |  |  |       |  |  |                          |  |  |                            |  |
|                                  |                           | Anastasia di Wittenberg            | Niklot I di Schwerin             |  |  |       |  |  |                          |  |  |                            |  |
|                                  |                           | Anastasia di Wittenberg            | Niklot I di Schwerin             |  |  |       |  |  |                          |  |  |                            |  |
|                                  |                           | Anastasia di Wittenberg            | Miroslava di Pomerania           |  |  |       |  |  |                          |  |  |                            |  |
| Dietrich di Oldenburg            |                           | Anastasia di Wittenberg            |                                  |  |  |       |  |  |                          |  |  |                            |  |
|                                  | Dietrich III di Hohnstein | Dietrich II di Hohnstein           |                                  |  |  |       |  |  |                          |  |  |                            |  |
|                                  | Dietrich III di Hohnstein | Dietrich II di Hohnstein           |                                  |  |  |       |  |  |                          |  |  |                            |  |
|                                  | Dietrich III di Hohnstein | Sofia di Anhalt-Bernburg           |                                  |  |  |       |  |  |                          |  |  |                            |  |
| Dietrich V di Hohnstein-Heringen | Dietrich III di Hohnstein |                                    |                                  |  |  |       |  |  |                          |  |  |                            |  |
|                                  |                           | Elisabetta di Waldeck              | Otto I di Waldeck                |  |  |       |  |  |                          |  |  |                            |  |
|                                  |                           | Elisabetta di Waldeck              | Otto I di Waldeck                |  |  |       |  |  |                          |  |  |                            |  |
|                                  |                           | Elisabetta di Waldeck              | Sofia d'Assia                    |  |  |       |  |  |                          |  |  |                            |  |
| Agnese di Hohnstein-Heringen     |                           | Elisabetta di Waldeck              |                                  |  |  |       |  |  |                          |  |  |                            |  |
|                                  |                           | Magnus I di Brunswick-Wolfenbüttel | Alberto II di Brunswick-Lüneburg |  |  |       |  |  |                          |  |  |                            |  |
|                                  |                           | Magnus I di Brunswick-Wolfenbüttel | Alberto II di Brunswick-Lüneburg |  |  |       |  |  |                          |  |  |                            |  |
|                                  |                           | Magnus I di Brunswick-Wolfenbüttel | Rixa di Werle                    |  |  |       |  |  |                          |  |  |                            |  |
| Sofia di Brunswick               |                           | Magnus I di Brunswick-Wolfenbüttel |                                  |  |  |       |  |  |                          |  |  |                            |  |
|                                  |                           | Sofia di Brandeburgo               | Henry I di Brandenburgo-Stendal  |  |  |       |  |  |                          |  |  |                            |  |
|                                  |                           | Sofia di Brandeburgo               | Henry I di Brandenburgo-Stendal  |  |  |       |  |  |                          |  |  |                            |  |
|                                  |                           | Sofia di Brandeburgo               | Agnese di Baviera                |  |  |       |  |  |                          |  |  |                            |  |
|                                  |                           | Sofia di Brandeburgo               |                                  |  |  |       |  |  |                          |  |  |                            |  |